# مايك ماسي (لاعب بلياردو الجيب)
مايك ماسي (بالإنجليزية: Mike Massey)‏ هو لاعب بلياردو الجيب ‏ أمريكي، ولد في 9 أبريل 1947.